# Let L-610
De Let L-610 is een Tsjechische, vroeger Tsjechoslowaakse, hoogdekker passagiers- en vrachtvliegtuig gebouwd door Let. De eerste vlucht vond plaats op 28 december 1988. De L-610 is een verdere ontwikkeling van de L-410 Turbolet. 

## Geschiedenis
In de late jaren ‘70, na de successen met de L-410 Turbolet, verzocht het Russische, vroegere Sovjet, Let om een vliegtuig te ontwerpen dat de Antonov An-24 zou moeten vervangen.
De L-610 was ontworpen met een capaciteit tot 40 passagiers en met twee turbopropmotoren van Tsjechische makelij, de Motorlet M 602. Hoewel de ontwikkeling van de motoren altijd meer tijd in beslag neemt dan de ontwikkeling van de overige delen van een vliegtuig was hier geen rekening mee gehouden. Toen de motoren dan uiteindelijk toch klaar waren, kon het toestel op 28 december 1988 voor het eerst vliegen. Er is geen enkel exemplaar geleverd aan een commerciële klant, hoewel het toestel tijdens de Parijse luchtvaart salon van 1990 is getoond aan Aeroflot. Eén L-610M is afgeleverd aan de Tsjechische luchtmacht, om Let te helpen met certificaten en testvluchten. 
Na de val van de Sovjet-Unie probeerde Let het toestel aan te passen aan de westerse standaarden om het vliegtuig alsnog verkoopbaar te maken. Het resultaat was een nieuw model, bekend als de L-610G. Dit was uitgerust met General Electric CT7 motoren, Collins Pro Line II digitale EFIS, Collins weerradar en automatische piloot. De L-610G vloog voor het eerst op 18 december 1992, vier jaar na de L-610M.
Oorspronkelijk was ook gekozen voor motoren uit de Pratt & Witney PW 100-serie. De CT7 motoren bleken niet geschikt voor dit toestel; dit leidde tot verdere vertragingen in het project, dat uiteindelijk in 2006 werd gestaakt. Let had inmiddels een nieuwe eigenaar gekregen.

## Versies
- L-610M: Originele versie, bedoeld voor Aeroflot, uitgerust met Motorlet M 602 turboprop motoren, 1360 kW (1850 pk) elk
- L-610G: Aan de westerse standaard aangepaste versie, uitgerust met General Electric CT7-9D turboprop motoren, 1305 kW (1750 pk) elk

## Specificaties (L-610G)
- Bemanning: 2 (piloot en co-piloot)
- Capaciteit: 40 passagiers
- Lengte: 21,27 m
- Spanwijdte: 25,60 m
- Hoogte: 8,19 m
- Vleugeloppervlak: 56 m2
- Leeggewicht: 8950 kg
- Maximum startgewicht: 14.500 kg
- Motoren: 2× General Electric CT7-9D turbopropmotoren, 1305 kW (1750 pk) elk
- Maximumsnelheid: 490 km/h
- Kruissnelheid: 438 km/h
- Vliegbereik: 2420 km
- Vliegplafond: 10.250 m
- Klimsnelheid: 8,5 m/s